# Мурована (Україна)
Мурова́на (до 01.02.1945 — Феліксове Перше) — село Куяльницької сільської громади в Подільському районі Одеської області, Україна. Населення становить 455 осіб.

## Історія
Під час організованого радянською владою Голодомору 1932—1933 років померло щонайменше 50 жителів села.
1 лютого 1945 року населені пункти Карпештської сільради перейменували: село Карпешти — на село Карпівка, село Феліксове Перше — на село Мурована і Карпештську сільраду, відповідно до назви її центру, — на Мурованську.)
12 червня 2020 року, відповідно до Розпорядження Кабінету Міністрів України від № 724-р «Про визначення адміністративних центрів та затвердження територій територіальних громад Одеської області», увійшло до складу Куяльницької сільської територіальної громади.
19 липня 2020 року, в результаті адміністративно-територіальної реформи і ліквідації Подільського району (1923-2020), село увійшло до складу новоутвореного Подільського району Одеської області.

## Населення
Згідно з переписом УРСР 1989 року чисельність наявного населення села становила 324 особи, з яких 136 чоловіків та 188 жінок.
За переписом населення України 2001 року в селі мешкало 455 осіб.

### Мова
Розподіл населення за рідною мовою за даними перепису 2001 року:
| Мова       | Відсоток |
| ---------- | -------- |
| українська | 91,21 %  |
| молдовська | 6,59 %   |
| російська  | 2,20 %   |